# 薩羅尼卡停戰協定

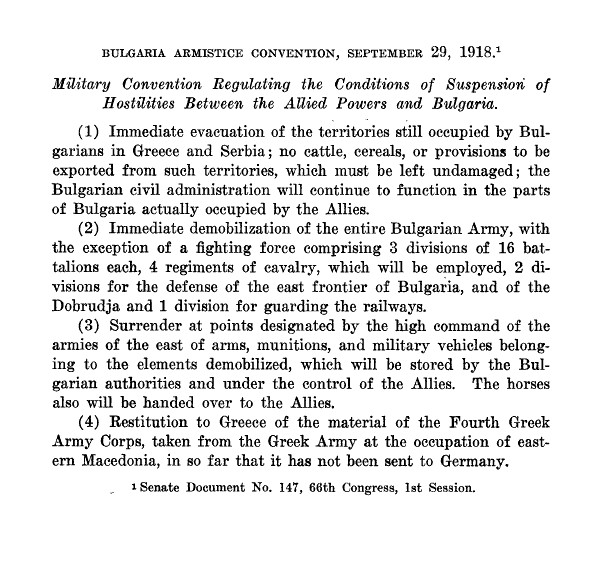
協定內容

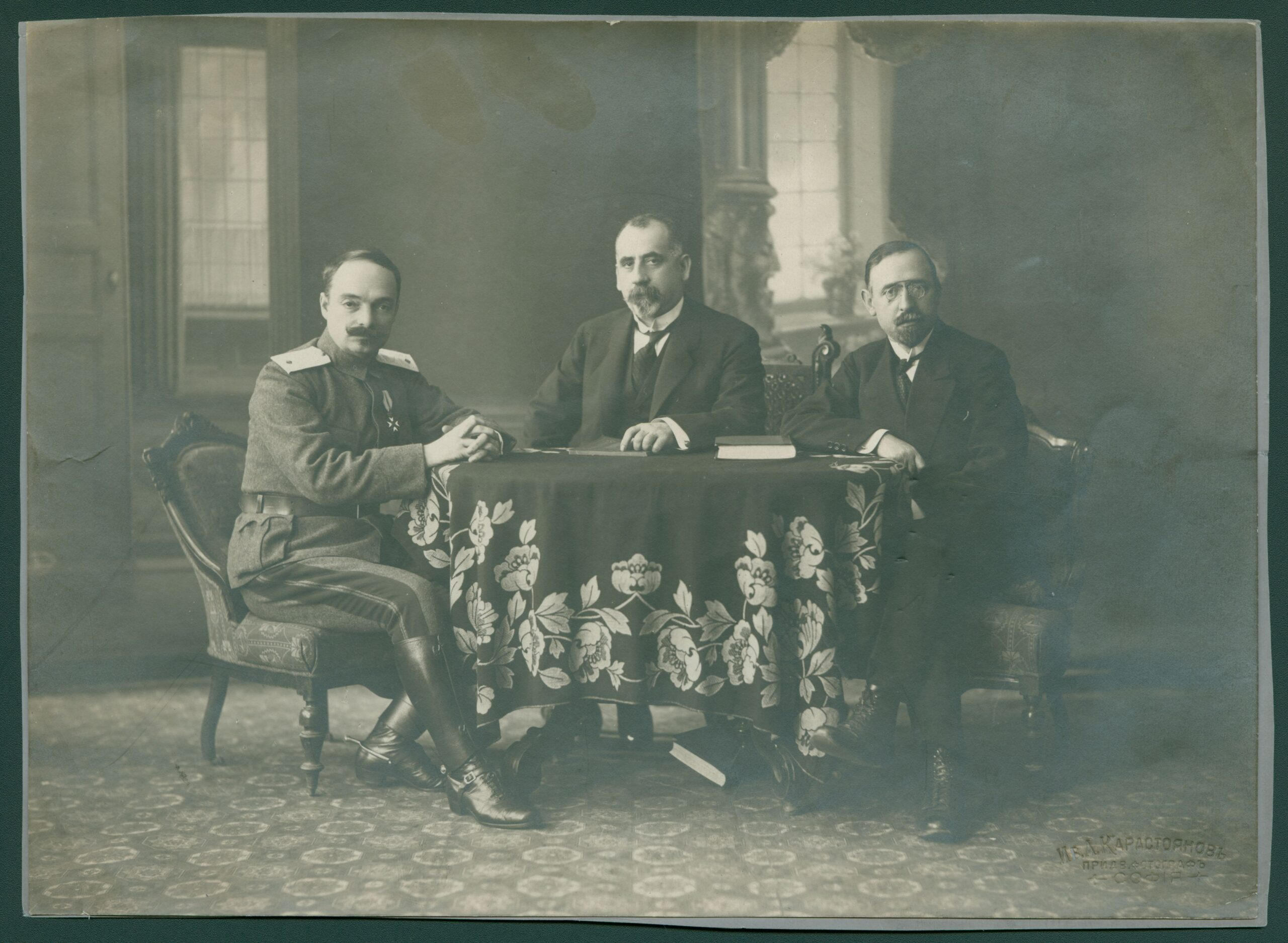
保加利亞代表：伊万·盧科夫、安德烈·利亞普切夫和西蒙·拉德夫

薩羅尼卡停戰協定（英語：Armistice of Salonica），亦稱塞薩洛尼基停戰協定（英語：Armistice of Thessalonica）是保加利亞王國與協約國於1918年9月29日在塞薩洛尼基簽署的停戰協定。該公約是在保加利亞政府要求於9月24日停火之後提出的。
該停戰協定有效地終止了保加利亞在作為同盟國一方參與第一次世界大戰，並於9月30日中午在保加利亞前線生效。它規定了保加利亞武裝部隊的複員和解除武裝。
對於協約國而言，簽字方是東方盟軍總指揮官路易斯·弗朗謝特·德埃斯佩雷將軍，以及由保加利亞政府任命的委員會，該委員會由伊万·盧科夫將軍、安德烈·利亞普切夫（內閣成員）和西蒙·拉德夫（外交官）組成。德國皇帝威廉二世在給保加利亞沙皇費迪德一世的電報中稱其為：“可恥！62,000名塞爾維亞人就決定戰爭！”
1918年9月29日，德國最高陸軍指揮部將無望的德國軍事前景吿知了威廉二世和德國總理格奧爾格·馮·黑特林伯爵。1918年10月14日，奧匈帝國要求停戰。1918年10月15日，土耳其維奇爾艾哈邁德·伊澤特帕夏將被俘的英軍將軍查爾斯·維爾·費雷爾·湯申派遣到盟軍，請求停戰。

## 延伸閱讀
- (1919) "Bulgaria Armistice Convention, September 29th, 1918". The American Journal of International Law Vol. 13 No.4 Supplement: Official Documents, 402-404.
- Axelrod, Alan. . Rowman & Littlefield. 2018. ISBN 978-1493031924.